# Oligosaccaridi
Gli oligosaccaridi costituiscono una classe di composti organici appartenenti alla classe più ampia dei glucidi (o zuccheri o carboidrati). La caratteristica chimica principale degli oligosaccaridi è di essere formati da poche unità ripetitive di monosaccaride. Gli oligosaccaridi possono essere infatti costituiti da un numero massimo di 10 unità monosaccaridiche legate fra loro. Superato questo numero, si parla di "polisaccaridi" (ad esempio gli amidi) o, più volgarmente, "carboidrati complessi".
I più noti oligosaccaridi presenti in natura sono:
- i "disaccaridi", costituiti solamente da due unità semplici (ad esempio il saccarosio, il maltosio, il lattosio) e da taluni considerati una classificazione di glucidi a sé.
- i "trisaccaridi", costituiti da 3 unità semplici (ad esempio maltotriosio, raffinosio). In particolare il raffinosio è presente in natura nei legumi, nelle barbabietole e nel miele, ed è formato da tre monomeri: fruttosio, glucosio e galattosio.

Gli oligosaccaridi sono biologicamente attivi se coniugati con proteine (a formare le glicoproteine) e lipidi (a formare i glicolipidi); nel metabolismo umano e animale, solo alcuni oligosaccaridi non sono digeribili dall'organismo, perché privo di enzimi specifici. In tal caso, verranno sottoposti a un processo di fermentazione intestinale ad opera del microbiota umano del colon, con una conseguente produzione di gas.